# Mirela Holy
Mirela Holy (Zagreb, 15. prosinca 1971.), hrvatska političarka, osnivačica stranke Održivi razvoj Hrvatske – ORaH. Bila je ministrica u Vladi Zorana Milanovića.

## Životopis
Rođena je u Zagrebu, otac joj je rođen u Češkoj. Osnovnu školu završila je u Zagrebu, kao i srednju, Školu za primijenjenu umjetnost u Zagrebu, smjer odjevna dizajnerica. Završila je Filozofski fakultet u Zagrebu i stekla doktorat iz područja humanističkih znanosti.
U Narodnom sveučilištu Dubrava bila je voditeljica akcija i manifestacija od 1999. godine. Nakon dvije godine prelazi u Ministarstvo zaštite životne sredine i prostornog planiranja gdje je kao pripravnica, tajnica Kabineta ministra i stručna suradnica radila do 2005. godine. Sljedeće tri godine provela je u Maksima komunikacijama iz Zagreba gdje je bila voditeljica projekata, a kasnije i izvršna direktorica.
Objavila je nekoliko stručnih radova i dvije knjige: Apokalipsa (1991.) i Mitski aspekti ekofeminizma (2007.). Članica je Hrvatske udruge za odnose s javnošću i Hrvatskog etnološkog društva. 
Govori engleski i španjolski jezik. Aktivno se zauzima za rješavanje pitanja ravnopravnosti spolova, te ekoloških pitanja i prava svih manjina.

### Politička karijera
U Socijaldemokratsku partiju Hrvatske učlanjuje se 1998. godine. Bila je članica Izvršnog odbora stranke četiri godine, a od 2008. godine i predsjednica stranačkog Savjeta za zaštitu životne sredine.
Prvi je put za zastupnicu u Hrvatskom saboru izabrana na šestim parlamentarnim izborima 2007. godine. U tom mandatu bila je potpredsjednica Odbora za zaštitu životne sredine kao i članica Odbora za prostorno planiranje i graditeljstvo, Odbora za međuparlamentarnu suradnju i Odbora za ravnopravnost spolova.
Na parlamentarnim izborima 2011. godine ponovo je izabrana u Sabor. Nakon izbora mandat za sastavljanje hrvatske Vlade povjeren je Zoranu Milanoviću, kandidatu Kukuriku koalicije, koji ju je predložio, a Sabor potvrdio za ministricu zaštite okoliša i prirode 23. prosinca 2011. godine.
Nakon medijskog objavljivanja e-pošte 7. lipnja 2012. godine u kojoj je lobirala da supruga jednog člana SDP-a ne bude otpuštena s radnog mjesta, podnijela je ostavku na ministarsko mjesto ocjenjujući kako je "nepromišljenim mailom nanijela političku štetu Vladi". Tada je potvrdila da su tijekom obnašanja ministarske dužnosti na nju bili vršeni pritisci i upućivane prijetnje smrću. U listopadu 2012. pojavila su se nagađanja da Hrvatski laburisti žele Holy kao svog kandidata za gradonačelnicu Zagreba, no te su sumnje laburisti brzo otklonili.

## Vanjske poveznice
- Hrvatski sabor; Mirela Holy  Arhivirana inačica izvorne stranice od 4. studenoga 2013. (Wayback Machine)